# Ole Worm

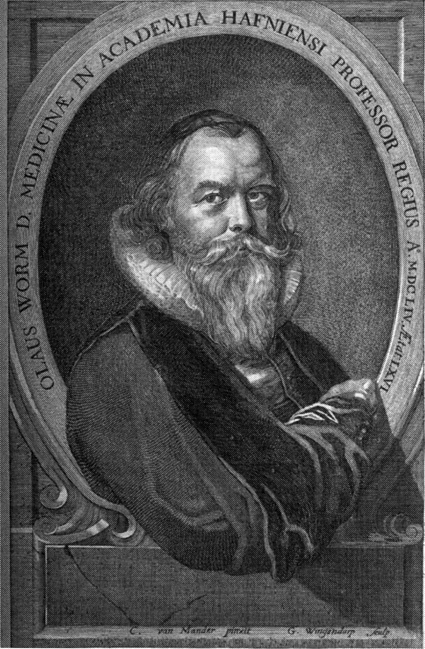
Ole Worm

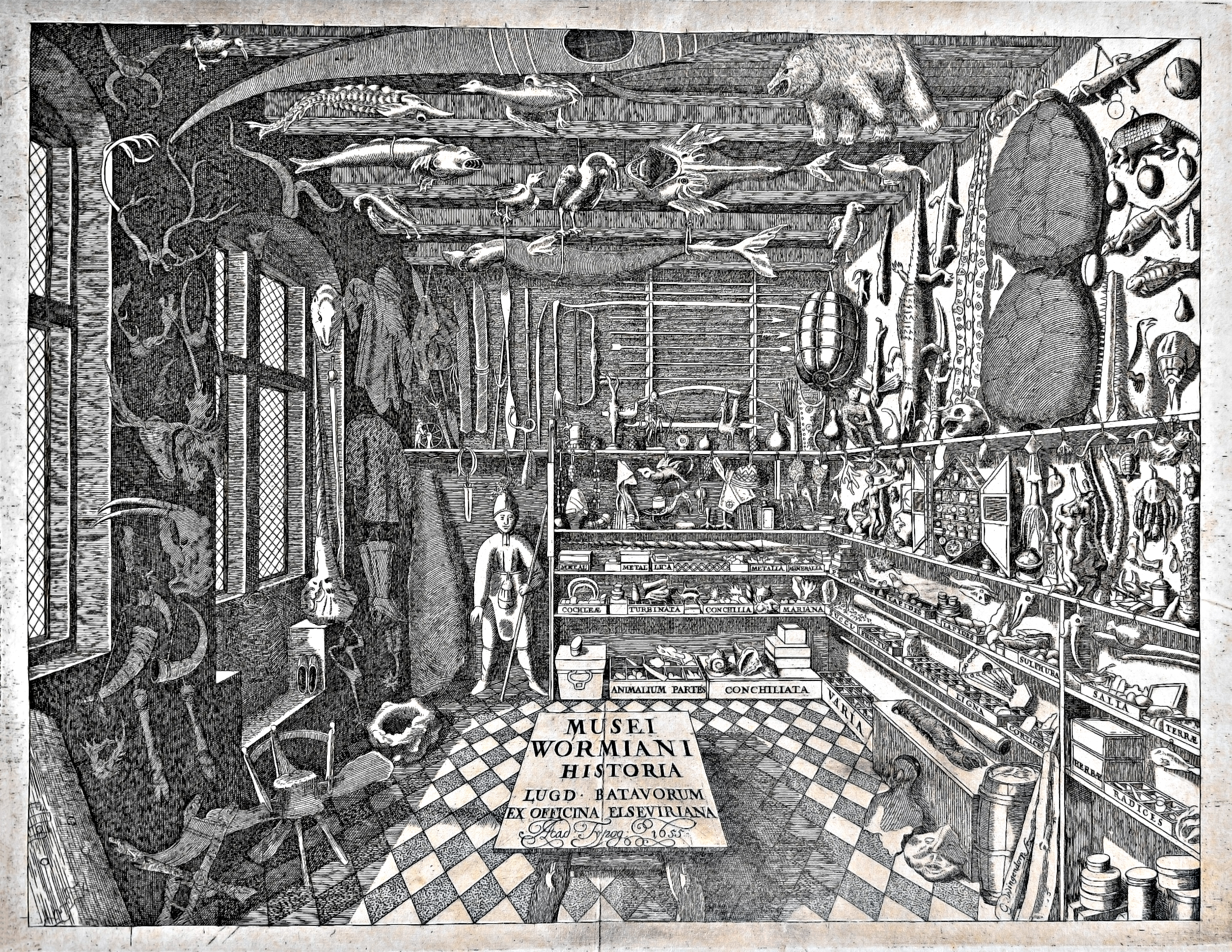
Musei Wormiani Historia

Ole Worm, w formie zlatynizowanej Olaus Wormius (ur. 13 maja 1588 w Aarhus, zm. 31 sierpnia 1654 w Kopenhadze) – duński lekarz, naukowiec i antykwariusz.
Kształcił się na Uniwersytecie w Marburgu, następnie na Uniwersytecie Bazylejskim, gdzie w 1605 uzyskał tytuł doktora. Później został profesorem na Uniwersytecie Kopenhaskim. Był osobistym lekarzem króla Danii Chrystiana IV.

## Badania i zbiory
Prowadził badania i opublikował prace poświęcone kamieniom runicznym w Danii. Był także kolekcjonerem różnych osobliwości, jak również zwierząt, roślin i skamieniałości. W wyniku tej działalności powstało Museum Wormianum , którego obiekty zostały skatalogowane po śmierci Worma przez jego syna, a następnie zakupione przez Fryderyka III Oldenburga do zbiorów królewskich w Kopenhadze.
W medycynie funkcjonuje związana z nim nazwa „kostki Worma”.

## Dzieła
- Fasti Danici (1626)
- Runir seu Danica literatura antiquissima (1636)
- De aureo cornu (1641)
- Danicorum monumentorum Libri Sex (1643)